# جاي رايلي لويس
جاي رايلي لويس (بالإنجليزية: J. Reilly Lewis)‏ هو مخرج جوقة أمريكي، ولد في 15 سبتمبر 1944، وتوفي في 9 يونيو 2016.

## وصلات خارجية
- جاي رايلي لويس على موقع ميوزك برينز (الإنجليزية)